# 小行星7928
小行星7928（7928 Bijaoui）是一颗绕太阳运转的小行星，为主小行星带小行星。该小行星于1986年11月27日发现。

## 轨道参数
小行星7928的轨道半长轴为3.0908779 UA，离心率为0.183。